# Isolia mongolica
Isolia mongolica är en stekelart som först beskrevs av Mikhail Vasilievich Kozlov 1972.  Isolia mongolica ingår i släktet Isolia och familjen gallmyggesteklar. Inga underarter finns listade i Catalogue of Life.